# 谭利华
谭利华（1955年10月22日—），男，汉族，中华人民共和国指挥家，中国交响乐团首席客座指挥，曾任北京市文联副主席、北京音乐家协会主席、北京交响乐团音乐总监。中国共产党党员，第十、十一、十二届全国政协委员。

## 生平
谭利华1955年10月22日生于江苏徐州市，15岁时进入济南空军文工团，在曾师从杨嘉仁学习指挥的团长齐彦广指导下开始指挥生涯，1977年恢复高考后以一首在全军文艺汇演上夺得作曲和指挥两项大奖的《上前线》免试进入上海音乐学院，师从著名指挥家黄晓同，更与当时在上音进修的作曲家吕其明同班；1981年加入中国共产党。
从上海音乐学院毕业后，谭利华跟随指挥家李德伦继续学习，1982年至1991年任教于天津音乐学院。1991年，谭利华收到了威爾斯大學的入学通知，但李德伦以一句“你去国外，是锦上添花；留在这儿，是雪中送炭”挽留谭利华。此后，谭利华开始着手对当时状态欠佳的北京交响乐团进行改革，1996年开始对乐团成员实行“拉幕考核”，首次拉幕考核后甚至只有5名“老北交”乐手留队。
2008年，当选第十一届全国政协委员，代表文化艺术界，分入第二十八组。